# Џенива (Флорида)
Џенива (енгл. Geneva) насељено је место без административног статуса у америчкој савезној држави Флорида.

## Демографија
По попису из 2010. године број становника је 2.940, што је 339 (13,0%) становника више него 2000. године.
| Група             | 2000.         | 2010.         |
| Белци             | 2.428 (93,3%) | 2.595 (88,3%) |
| Афроамериканци    | 59 (2,3%)     | 49 (1,7%)     |
| Азијати           | 23 (0,9%)     | 70 (2,4%)     |
| Хиспаноамериканци | 54 (2,1%)     | 155 (5,3%)    |
| Укупно            | 2.601         | 2.940         |